# Суровичка река
Суровичката реката (на гръцки: Ρέμα Αμύντα) е река в Егейска Македония, Гърция. Реката носи името на град Суровичево (Аминдео), покрай който минава.

## Местоположение
Реката се намира в югоизточната част на областна единица Лерин и е отток на Руднишкото езеро (Химадитида) към разположеното на североизток Петърско езеро (Лимни Петрон). Реката отдавна е загубила естествената си легло, тъй като в района е създадена голяма мрежа от дренажни канали. Общата ѝ дължина е 15,5 km с посока югозапад - североизток. Около реката е равнината Саръгьол с големи земеделски площи. Реката започва от северния бряг на Руднишкото езеро. При село Сотир влиза в естественото си легло. Преминава западно от Суровичево и се влива в Петърското езеро.

## Флора и фауна
Екологичното равновесие в района от години се нарушава от интензивно замърсяване с пестициди, промишлени отпадъци и битови отпадъчни води и все пак в биотопа на реката оцеляват много диви видове. По бреговете растат елши, върби, ясени, черни тополи, тръстика и дзука. Малко по-далеч в нивите са разпръснати големи тополи, орехи и дъбове. Много от растенията представляват интерес, тъй като са изчезнали на други места: Ajuga chamaepitys, поветицата Convolvulus holosericeus, козята брада Tragopodon dubius, белият трън Carlina corymbosa, делтовидният карамфил Dianthus deltoides deltoides, Cymbalaria microcalyx, Consolida regalis paniculata, Polygonum arenarium, Erigeron acer.
Районът е много важен за птичата фауната и близо до потока живеят изненадващ брой видове. През зимата между двете езера се движат ята къдроглави пеликани се движат между двете езера. Полетата предлагат храна за малките птици, но и за многото хищни птици, които пристигат да ловят гризачи. Тук присъства редкият царски орел, изчезнал от много части на Гърция. Други хищни птици са редкият малък орел, черната каня, тръстиковият блатар, ливадният блатар, полският блатар, обикновеният мишелов, малкият ястреб, белошипата ветрушка, вечерната ветрушка, забулената сова и кукумявката. По влажните поляни живеят големи бели чапли, сиви чапли, бели щъркели, обикновени калугерици и бойници, а в коритото на реката може да се срещнат земеродни рибарчета, зеленоножки, малки водни бикове, тръстикови шаварчета, крайбрежни шаварчета и крещалци. В дърветата живеят малки и големи корморани. Богатата фауна на птиците е допълнена с видове като посевни врани, гарвани, чавки, гургулици, обикновени кукувици, черни бързолети, папуняци, обикновени пчелояди, синявици, полски чучулиги, качулати чучулиги, обикновени скорци, водни бъбрици, ливадни бъбрици, жълти стърчиопашки, орехчета, ръждивогуши ливадарчета, големи черноглави коприварчета, сини синигери, червеногърби сврачки, кадънки, диви канарчета, зеленогуши и сиви овесарки.
Земноводните в реката включват северни гребенести тритони, зелени крастави жаби, големи водни жаби, дървесни жаби и редките сирийски чесновници. Влечугите тук са европейски блатни костенурки, южни блатни костенурки, ивичести гущери, стенни гущери, Malpolon insignitus, сиви водни змии, жълтоухи водни змии и отровници. Околните полета са особено важни поради наличието на лалугери, докато в близост до езерата живеят видри, които използват потока, за да се движат в каналите. Фауната се допълва от диви котки, язовци, невестулки, лисици, златки, къртици и таралежи. И накрая, във водите на потока, въпреки замърсяването, живеят щука (Esox lucius), лин (Tinca tinca), бабушка (Rutilus rutilus), Rhodeus meridionalis, европейски змиорки (Anguilla anguilla), сребристи каракуди (Carassius gibelio), македонски речни кефали (Squalius vardarensis) и (Pachychilon macedonicum) и Pachychilon macedonicum.